# Andrzej Łysionek
Andrzej Łysionek – polski koszykarz występujący na pozycji obrońcy, dwukrotny medalista mistrzostw Polski.

## Osiągnięcia
Klubowe
- Mistrz Polski (1969)
- Wicemistrz Polski (1968)
- Zdobywca pucharu Polski (1968)
- Uczestnik rozgrywek Pucharu Saporty (1968/69 – ćwierćfinał[1])